# Jaana
Jaana est un prénom féminin finnois pouvant désigner:

## Prénom
- Jaana Partanen , danseuse de ballet finlandaise
- Jaana Lyytikäinen (née en 1982), joueuse finlandaise de football
- Jaana Partanen (née en 1967), photographe finlandaise
- Jaana Pelkonen (née en 1977), animatrice et présentatrice finlandaise
- Jaana Saarinen (née en 1955), actrice finlandaise
- Jaana Savolainen (née en 1964), fondeuse finlandaise
- Jaana Viitasaari (née en 1983), skieuse de vitesse finlandaise